# Laval (region)
Laval – najmniejszy region administracyjny w kanadyjskiej prowincji Quebec, którego granice są identyczne z granicami miasta o tej samej nazwie.
Region Laval ma 401 553 mieszkańców. Język francuski jest językiem ojczystym dla 63,2%, angielski dla 7,2%, arabski dla 5,8%, włoski dla 4,4%, grecki dla 3,7%, hiszpański dla 3,0%, ormiański dla 1,8%, rumuński dla 1,4%, portugalski dla 1,3% mieszkańców (2011).